# Sean Thornley
Sean Thornley es un tenista profesional, nacido el 31 de mayo de 1989 en la ciudad de Bristol, Reino Unido.

## Carrera
Su máximo ranking individual lo consiguió el 12 de septiembre del año 2011, cuando alcanzó la posición Nº 538 del ranking mundial ATP. Mientras que en dobles alcanzó la posición 160 el 24 de septiembre de 2012.
Su brazo hábil es la derecha y participa principalmente en el circuito ITF y de la ATP Challenger Series y sobre todo en la modalidad de dobles. Ha ganado hasta el momento 2 títulos ATP Challenger Series en la modalidad de dobles.

### 2012
Junto a su compatriota David Rice ganaron en el año 2012, el Türk Telecom İzmir Cup disputado en la ciudad de Esmirna, Turquía. Vencieron en la final a la pareja australiana formada por Brydan Klein y Dane Propoggia por 7-6(8), 6-2.

### 2014
En el 2014 ganó el Challenger de Tampere junto al filipino Ruben Gonzales como compañero. Derrotaron en la final a la pareja formada por el sueco Elias Ymer y el ruso Anton Zaitsev por 6-75, 7-610, 10-8

## Títulos; 2 (0 + 2)
| Leyenda                        | Individuales | Dobles |
| ------------------------------ | ------------ | ------ |
| Grand Slam (tenis)\|Grand Slam | 0            | 0      |
| ATP World Tour Finals          | 0            | 0      |
| ATP World Tour Masters 1000    | 0            | 0      |
| ATP World Tour 500 Series      | 0            | 0      |
| ATP World Tour 250 Series      | 0            | 0      |
| ATP Challenger Series          | 0            | 2      |

### Dobles
| N.º | Fecha      | Torneo                | Superficie | Pareja         | Rivales en la final         | Resultado         |
| --- | ---------- | --------------------- | ---------- | -------------- | --------------------------- | ----------------- |
| 1.  | 23.09.2012 | Challenger de Esmirna | Dura       | David Rice     | Brydan Klein Dane Propoggia | 7-68, 6-2         |
| 2.  | 26.07.2014 | Challenger de Tampere | Tierra     | Ruben Gonzales | Elias Ymer Anton Zaitsev    | 6-75, 7-610, 10-8 |